# Uluella formosa
Uluella formosa là một loài nhện trong họ Salticidae.
Loài này thuộc chi Uluella. Uluella formosa được Arthur Merton Chickering miêu tả năm 1946.